# Argyle International Airport
Argyle International Airport är en internationell flygplats på ön Saint Vincent, den största ön i Saint Vincent och Grenadinerna. Den ligger cirka 8 km öster om huvudstaden Kingstown. Flygplatsen öppnade i december 2017.